# 牛天宿 (順治進士)
牛天宿，字覲薇，號次月，山東承宣布政使司濟南府章邱縣相公镇牛推官庄（今山東省濟南市章邱縣），清朝政治人物。進士出身。

## 生平
順治六年（1649年），登進士。授江西安远县知县，后升任工部员外郎、工部郎中，因治理龙江关工程有功，升任陕西延安府知府。康熙三年（1664年）父亲病故，回乡守丧三年。康熙七年，补任廣東瓊州府知府。著有《百僚金鑒》、《海表奇觀》。